# Brachynervus
Brachynervus is een geslacht van insecten uit de orde vliesvleugeligen (Hymenoptera) en de familie Ichneumonidae.

## Soorten
- B. anchorimaculus He & Chen, 1994
- B. beijingensis Wang, 1983
- B. confusus Gauld, 1976
- B. kulingensis He & Chen, 1994
- B. multimacularis Wang, 1992
- B. paucimacularis Wang, 1992
- B. truncatus He & Chen, 1994
- B. tsunekii Uchida, 1955